# Эскадренные миноносцы типа V-158
Эскадренные миноносцы типа V-158 — тип эскадренных миноносцев, заказанный к строительству Военно-морским флотом Германии в период Первой мировой войны. Всего были заложены 8 эсминцев этого типа, но ни один из них так и не был достроен. Все они были разобраны в 1919 году при средней готовности около 40 %.

## Энергетическая установка
На кораблях типа в качестве ГЭУ была установлена паротурбинная ЭУ мощностью 26 500 л. с., состоящая из 2 турбин и 1 военно-морского нефтяного котла и 2 военно-морских нефтяных двухсторонних котлов. Максимальные запасы топлива на эсминцах типа составляли 320 тонн нефти.

## Вооружение
Миноносцы вооружались 3х1 105-мм орудиями. Торпедное вооружение эсминцев состояло из 6 500-мм торпедных аппаратов и 24 мин заграждения.